# アダム・ガン
アダム・ガン（Adam Beattie Gunn 、1872年12月24日 - 1935年8月17日）は、アメリカ合衆国の陸上競技選手である。彼は、1904年に開催されたセントルイスオリンピックの十種競技で銀メダルを獲得した。

## 経歴
スコットランド生まれのガンは、1899年にアメリカ合衆国の市民権を得た。彼は1901年と1902年にAAU主催の混成競技選手権で勝ち、そのうち1901年の選手権は彼が定住の地としたニューヨーク州バッファローでの勝利であった。
セントルイスオリンピックの十種競技は、2つの国から7人の選手が出場して1904年7月4日に実施された。この大会での十種競技は、100ヤード走（91.44m）、砲丸投、走高跳、880ヤード競歩（804.67200m）、ハンマー投、棒高跳、120ヤード（109.72800m）ハードル、走幅跳、1マイルで構成されていた。ガンは第7種目（120ヤードハードル）まで1位だったが、第8種目（走幅跳）でイギリス代表のトム・カイリーに逆転されて銀メダル獲得となった。

## ガンの成績
| 種目              | 記録     | 順位 |
| ----------------- | -------- | ---- |
| 100ヤード         |          | 4位  |
| 砲丸投            | 12m21    | 1位  |
| 走高跳            | 1m65     | 2位  |
| 880ヤード競歩     | 4分13秒0 | 4位  |
| ハンマー投        | 31m40    | 3位  |
| 棒高跳            | 2m97     | 1位  |
| 120ヤードハードル |          | 2位  |
| 56ポンド重錘投げ  | 7m22     | 3位  |
| 走幅跳            | 5ｍ53    | 3位  |
| 1マイル競走       | 5分45秒0 | 3位  |